# Я вижу незнакомца
«Я вижу незнакомца» (англ. I See a Dark Stranger) — фильм британского режиссёра Фрэнка Лондера. «Шпионский» детектив с элементами комедии. Великобритания — США, 1946 год.

## Сюжет
Май 1944 года, Ирландия (Во время войны Ирландия формально соблюдала нейтралитет, но её территория была настоящей базой для антибританской деятельности нацистской разведки). Молодая женщина Брайди Куилти живёт романтическими идеалами независимости своей страны, привитыми ей отцом, участником Войны за независимость. Ей исполняется 21 год, и девушка едет в Дублин. Там она находит боевого товарища отца Майкла Каллагана и просит помочь ей вступить в Ирландскую республиканскую армию. Тот пытается отговорить её от излишних экстремистских действий, так как на его взгляд политическая ситуация в стране улучшается. Чуть ранее, в поезде по дороге в Дублин она знакомится с Джеем Миллером. Он — секретный агент, посланный освободить из британской тюрьмы в Девоншире нацистского шпиона Оскара Прайса. По абсолютной случайности он снова встречается с Брайди и вербует её для выполнения своей задачи. Миллер устраивает её на работу в паб. Там она знакомится с одним из охранников, который непреднамеренно сообщает ей, что заключённого скоро перевозят в Лондон. Для Мюллера это хороший шанс выполнить задание.
В город пребывает лейтенант Дэвид Бейнс, британский офицер в отпуске. Поскольку в военное время в курортном Девоне мало приезжих, Мюллер предполагает в нём контрразведчика. Он поручает Брайди увлечь Бейнса и в день переправки заключённого увезти его из города. Мюллеру удаётся освободить Прайса, оба они смертельно ранены, но Прайс Мюллеру, а тот Брайди успевают сообщить место, где спрятан блокнот с некой секретной информацией. Не зная как поступить, девушка решает вернуться домой. В поезде неожиданно для неё она встречает лейтенанта Бейнса и, передумав, отправляется с ним на остров Мэн к шпионскому тайнику. Прочитав зашифрованную информацию, Брайди понимает, что она касается места, времени и деталей дня «Д», военной операции, связанной с высадкой союзников в Нормандии. Получение её нацистами приведёт к гибели тысяч солдат, среди которых будут и ирландцы. Девушка сжигает документы. Она открывается Дэвиду, тот признаётся ей в любви. Пара не может быть вместе: для британских властей девушка — носитель секретной информации и, потенциально, нацистский шпион. Но по радио влюблённые узнают, что высадка в Нормандии состоялась. Секретные сведения, тяготившие Брайди Куилти, перестали быть актуальными для обоих разведок. Полиция с помощью лейтенанта Бейнса арестовывает шпионов. После войны влюблённые женятся, но их брак находится под угрозой, когда для брачной ночи Дэвид выбирает гостиницу «Доспехи Кромвеля».

## В ролях
- Дебора Керр — Брайди Куилти
- Тревор Ховард — лейтенант Дэвид Бейнс
- Рэймонд Хантли — Джей Миллер
- Майкл Ховард — Хоукинс
- Норман Шелли — Человек в шляпе, немецкий шпион
- Лайам Редмонд — дядя Тимоти
- Брефни Орок — Майкл Каллаган

## Художественные особенности
Хотя сюжет содержит в себе сразу несколько жанров кино: шпионского триллера, кинокомедии, динамичного приключенческого детектива, элементы нуара здесь также хорошо представлены. Во-первых, картина выглядит гротескной, так как большая её часть снята с использованием контрастного освещения. Работа оператора и монтажёра также заслуживает особого внимания, особенно в душераздирающей (но комической) сцене в купе поезда, где девушка должна установить контакт с неизвестным ей шпионом. Или в ситуации, когда неопытная Брайди пытается избавиться от тела Мюллера и возит его по улицам городка в инвалидной коляске под видом дедушки на вечерней прогулке.

## Награды
За роли Брайди Куилти из представленного фильма и сестра Клоды из «Чёрного нарцисса» Дебора Керр была признана Сообществом кинокритиков Нью-Йорка лучшей актрисой года.

## Дополнительные факты
- Сам факт выхода фильма удивителен: с 1921 года тема любых проявлений ирландского национализма находилась под строжайшим запретом британской цензуры[1].
- Британский институт кино в своём обзоре отмечает сильное влияние на картину фильма Хичкока «Леди исчезает», в работе над которым Фрэнк Лондер принимал участие в качестве соавтора сценария. Кассовый провал ленты там же объясняется неготовностью зрителя к подаче материала о недавно пережитой трагедии в столь лёгком ключе[1].

## Комментарии
1. ↑  Оливер Кромвель — завоеватель Ирландии в ходе конфликта 1649—1653 годов